# A Cook-szigetek külkapcsolatai

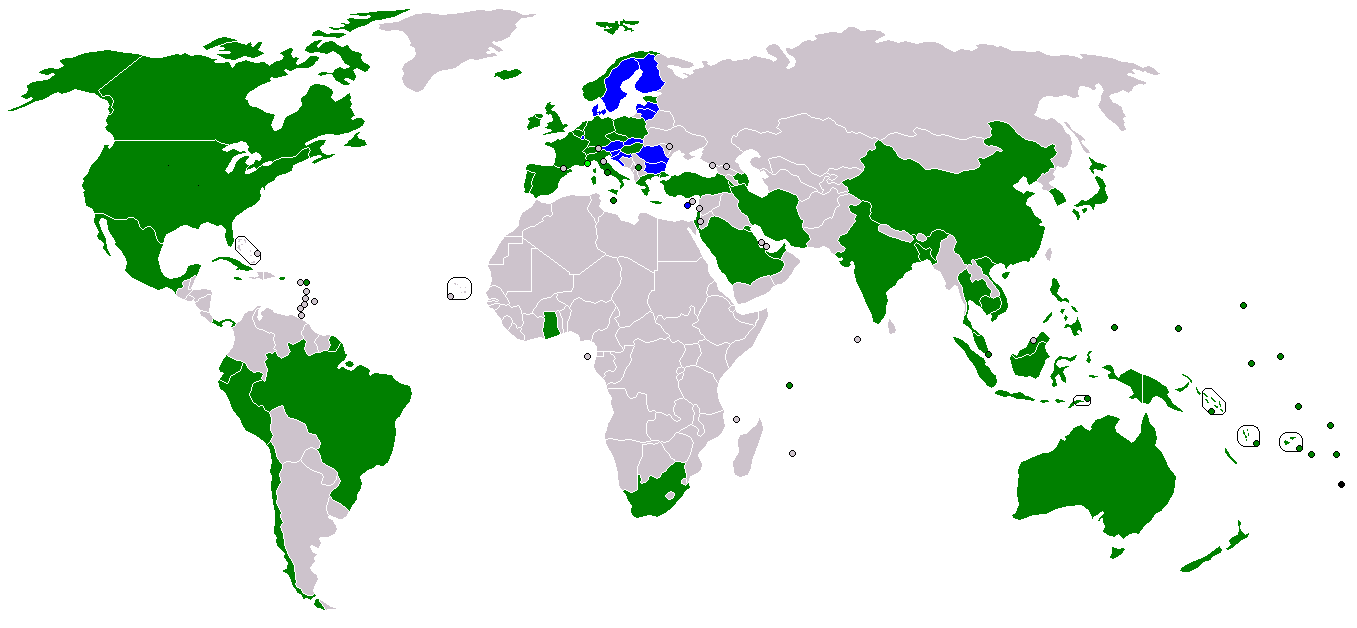
A Cook-szigetek (fekete) külkapcsolatai:
Államok, melyek hivatalos diplomáciai kapcsolatban állnak a Cook-szigetekkel
Az Európai Unió azon tagállamai, melyeknek saját diplomáciai kapcsolatuk nincs a Cook-szigetekkel
Csak tiszteletbeli konzulátussal rendelkező országok

A szigeteket James Cook fedezte fel, aki 1773-ban partra is szállt. A felfedezőről elnevezett szigetek 1888-ban brit védnökség alá kerültek. 1901-ben annektálták és átengedték  Új-Zéland fennhatósága alá. A szigetcsoport 1965-ben belső önkormányzatot kapott. 1974 óta Új-Zéland szabadon társult állama, a kül- és hadügyeket Új-Zéland intézi, egyébként önálló kormányzata van.
Az új-zélandi parlament nem hozhat döntést a Cook-szigetekről, ez a Cook-szigetek parlamentjének kizárólagos kompetenciája. A teljes belső önkormányzatot kiegészíti a szinte teljes külső önkormányzat, bár Új-Zéland feladata a Cook-szigetek honvédelme és nemzetközi képviselete, azonban ezeket csak a Cook-szigeteki hatóságok beleegyezésével gyakorolhatja.
Új-Zéland 1992-ben járult hozzá, hogy társult államai - a  Cook-szigetek és  Niue - saját jogon is köthessenek diplomáciai kapcsolatokat. A Cook-szigetek a következő évben megkötötte önálló diplomáciai kapcsolatát Új-Zélanddal és létrehozta ott diplomáciai képviseletét. Ezen kívül a szigetország az Európai Unióval is diplomáciai kapcsolatban áll, és nagykövetséget működtet Brüsszelben. Diplomáciai képviselete csak ez a kettő van a szigetországnak, de 66 ENSZ tagállammal, Koszovóval és a Vatikánnal hivatalos diplomáciai kapcsolatban áll.
A fentiek miatt az ENSZ a Cook-szigeteket „nem-tagállamnak”, azaz független államnak tekinti. Niuéval együtt a Cook-szigetek is részt vesznek az  ENSZ több szervezetének, így a WHO és az UNESCO programjában is. Mivel a Cook-szigetek nem túl gazdag ország, nem tart fenn állandó diplomáciai kirendeltséget az ENSZ New York-i székházában, így nem is rendelkezik állandó megfigyelői státusszal se.
2000-ben a Cook-szigetek is aláírta a cotonoui megállapodást, így a többi csendes-óceáni szigetállammal együtt tagja az ACP-országoknak, azaz az Európai Unióval együttműködési megállapodást kötő harmadik világbeli országok csoportjának. Az egyezmény aláírása óta a Cook-szigetek az  Európai Unió több tagországával is aláírt különálló diplomáciai kapcsolat felvételéről szóló okiratot. Máig azonban még 12 tagországgal, valamint a hat tagjelölt országok közül öttel nem áll hivatalos diplomáciai kapcsolatban.
A Cook-szigetek távlati céljai között szerepel a közösség valamennyi tagországával és a tagjelöltekkel is a diplomáciai kapcsolta felvétele. 
A Cook-szigetek másik célterülete, ahol hivatalos diplomáciai kapcsolatokat kíván létesíteni a csendes-óceáni országok térsége. Egészen 2013-ig elég korlátozott mértékű diplomáciai kapcsolatban állt még saját térségében is. A Cook-szigetek tagja a Csendes-óceáni Közösségnek (a 27 tagállamból a négy térségen kívül államon kívül csak tizenhárommal áll diplomáciai kapcsolatban) és a Csendes-óceáni Fórumnak is. A cél a valamennyi tagállammal való diplomáciai kapcsolat felvétele volt, mely 2014 november közepére teljesült is. (Érdekességként megjegyzendő, hogy hivatalos diplomáciai kapcsolat Új-Zéland másik társult országával Niuéval is csak 2013 óta áll fenn.)
A Cook-szigetek, mint Új-Zéland társult állama de facto tagja a Nemzetközösségnek, de máig csak 15 tagállammal áll saját jogán diplomáciai kapcsolatban.
Az ENSZ BT öt állandó tagja közül nem áll hivatalos diplomáciai kapcsolatban   Oroszországgal. Amennyiben valamikor szeretne teljes jogú ENSZ tagállammá válni, akkor mindenképp fel kell vennie a hivatalos kapcsolatot ezzel az állammal is.

## A Cook-szigetekkel diplomáciai kapcsolatban álló országok (70)

### ENSZ tagállam országok (66)
|     | Állam                     | Diplomáciai kapcsolat felvételének dátuma | Megjegyzések |
| --- | ------------------------- | ----------------------------------------- | --- |
| 1.  | Norvégia                  | 1991. július 18.                          | A NATO tagja. |
| 2.  | Malajzia                  | 1992. május 2.                            | Az OIC tagja. A Nemzetközösség tagja.                                                                               |
| 3.  | Új-Zéland                 | 1993.                                     | A Nemzetközösség tagja. A Csendes-óceáni Fórum tagja. A Csendes-óceáni Közösség tagja.                              |
| 4.  | Ausztrália                | 1994.                                     | A Nemzetközösség tagja. A Csendes-óceáni Fórum tagja. A Csendes-óceáni Közösség tagja.                              |
| 5.  | Nauru                     | 1994.                                     | A Nemzetközösség tagja. A Csendes-óceáni Fórum tagja. A Csendes-óceáni Közösség tagja.                              |
| 6.  | Pápua Új-Guinea           | 1995.                                     | A Nemzetközösség tagja. A Csendes-óceáni Fórum tagja. A Csendes-óceáni Közösség tagja.                              |
| 7.  | Portugália                | 1995. augusztus 12.                       | A NATO tagja. Az Európai Unió tagja.                                                                                |
| 8.  | Dél-afrikai Köztársaság   | 1996. február 9.                          | Az Afrikai Unió tagja. A Nemzetközösség tagja.                                                                      |
| 9.  | Irán                      | 1996. március 1.                          | Az OIC tagja. |
| 10. | Kína                      | 1997. július 25.                          | Az ENSZ Biztonsági Tanácsának állandó tagja.                                                                        |
| 11. | Egyesült Királyság        | 1997. december 4.                         | Az ENSZ Biztonsági Tanácsának állandó tagja. A Nemzetközösség tagja. A NATO tagja. A Csendes-óceáni Közösség tagja. |
| 12. | Spanyolország             | 1998. január 29.                          | A NATO tagja. Az Európai Unió tagja.                                                                                |
| 13. | India                     | 1998. május 6.                            | A Nemzetközösség tagja. Az Arab Liga megfigyelő státuszú tagja.                                                     |
| 14. | Fidzsi-szigetek           | 1998. július 14.                          | A Nemzetközösség tagja. A Csendes-óceáni Fórum tagja. A Csendes-óceáni Közösség tagja.                              |
| 15. | Franciaország             | 1999. október 19.                         | Az ENSZ Biztonsági Tanácsának állandó tagja. A NATO tagja. Az Európai Unió tagja. A Csendes-óceáni Közösség tagja.  |
| 16. | Németország               | 2001. szeptember 11.                      | A NATO tagja. Az Európai Unió tagja.                                                                                |
| 17. | Kelet-Timor               | 2002. augusztus 17.                       | A Csendes-óceáni Fórum megfigyelő státuszú tagja.                                                                   |
| 18. | Kuba                      | 2002. szeptember 2.                       | |
| 19. | Olaszország               | 2003. október 9.                          | A NATO tagja. Az Európai Unió tagja.                                                                                |
| 20. | Jamaica                   | 2003. május 14.                           | A Nemzetközösség tagja. A Karib-tengeri Közösség tagja.                                                             |
| 21. | Belgium                   | 2005. április 6.                          | A NATO tagja. Az Európai Unió tagja.                                                                                |
| 22. | Thaiföld                  | 2005. május 24.                           | Az OIC megfigyelő státuszú tagja.                                                                                   |
| 23. | Izrael                    | 2008 április 6.                           | |
| 24. | Csehország                | 2008. május 12.                           | A NATO tagja. Az Európai Unió tagja.                                                                                |
| 25. | Törökország               | 2008. október 20.                         | A NATO tagja. Az Európai Unió tagjelöltje.                                                                          |
| 26. | Svájc                     | 2011. március 7.                          | |
| 27. | Japán                     | 2011. június 16.                          | |
| 28. | Hollandia                 | 2011. augusztus 16.                       | A NATO tagja. Az Európai Unió tagja. A Csendes-óceáni Közösség tagja.                                               |
| 29. | Fülöp-szigetek            | 2011. december 12.                        | |
| 30. | Szingapúr                 | 2012. augusztus 6.                        | A Nemzetközösség tagja.                                                                                             |
| 31. | Dél-Korea                 | 2013. február 12.                         | |
| 32. | Szamoa                    | 2013. augusztus 30.                       | A Nemzetközösség tagja. A Csendes-óceáni Fórum tagja. A Csendes-óceáni Közösség tagja.                              |
| 33. | Tuvalu                    | 2013. augusztus 30.                       | A Nemzetközösség tagja. A Csendes-óceáni Fórum tagja. A Csendes-óceáni Közösség tagja.                              |
| 34. | Salamon-szigetek          | 2013. szeptember 1.                       | A Nemzetközösség tagja. A Csendes-óceáni Fórum tagja. A Csendes-óceáni Közösség tagja.                              |
| 35. | Kiribati                  | 2013. szeptember 3.                       | A Nemzetközösség tagja. A Csendes-óceáni Fórum tagja. A Csendes-óceáni Közösség tagja.                              |
| 36. | Marshall-szigetek         | 2013. szeptember 3.                       | A Csendes-óceáni Fórum tagja. A Csendes-óceáni Közösség tagja.                                                      |
| 37. | Palau                     | 2013. szeptember 3.                       | A Csendes-óceáni Fórum tagja. A Csendes-óceáni Közösség tagja.                                                      |
| 38. | Vanuatu                   | 2013.                                     | A Nemzetközösség tagja. A Csendes-óceáni Fórum tagja. A Csendes-óceáni Közösség tagja.                              |
| 39. | Mikronézia                | 2014. szeptember 24.                      | A Csendes-óceáni Fórum tagja. A Csendes-óceáni Közösség tagja.                                                      |
| 40. | Tonga                     | 2014. november 18.                        | A Nemzetközösség tagja. A Csendes-óceáni Fórum tagja. A Csendes-óceáni Közösség tagja.                              |
| 41. | Brazília                  | 2015. augusztus 21.                       | |
| 42. | Chile                     | 2016. augusztus 3.                        | |
| 43. | Peru                      | 2017. szeptember                          | |
| 44. | Málta                     | 2017. október 6.                          | Az Európai Unió tagja. A Nemzetközösség tagja.                                                                      |
| 45. | Izland                    | 2017. október 13.                         | Az Európai Unió tagjelöltje.                                                                                        |
| 46. | Antigua és Barbuda        | 2017. november 9.                         | A Nemzetközösség tagja.                                                                                             |
| 47. | Egyesült Arab Emírségek   | 2018. augusztus 5.                        | Az OIC tagja. Az Arab Liga tagja.                                                                                   |
| 48. | Észtország                | 2018. augusztus 25.                       | A NATO tagja. Az Európai Unió tagja.                                                                                |
| 49. | Magyarország              | 2018. szeptember 20.                      | A NATO tagja. Az Európai Unió tagja.                                                                                |
| 50. | Görögország               | 2018. október 20.                         | A NATO tagja. Az Európai Unió tagja.                                                                                |
| 51. | Indonézia                 | 2019. július 12.                          | Az OIC tagja. |
| 52. | Kuvait                    | 2021. december 8.                         | Az OIC tagja. Az Arab Liga tagja.                                                                                   |
| 53. | Vietnám                   | 2022. április 26.                         | |
| 54. | Írország                  | 2022. november 21.                        | Az Európai Unió tagja.                                                                                              |
| 55. | Szaúd-Arábia              | 2023. április 11.                         | Az OIC tagja. Az Arab Liga tagja.                                                                                   |
| 56. | Kanada                    | 2023. május 20.                           | A NATO tagja. A Nemzetközösség tagja.                                                                               |
| 57. | Amerikai Egyesült Államok | 2023. szeptember 25.                      | Az ENSZ Biztonsági Tanácsának állandó tagja. A NATO tagja. A Csendes-óceáni Közösség tagja.                         |
| 58. | Ghána                     | 2023. november 8.                         | Az Afrikai Unió tagja. A Nemzetközösség tagja.                                                                      |
| 59. | Mexikó                    | 2023. november 21.                        | |
| 60. | Panama                    | 2024. március 8.                          | |
| 61. | Banglades                 | 2024. április 11.                         | Az OIC tagja. A Nemzetközösség tagja.                                                                               |
| 62. | Ecuador                   | 2024. május 21.                           | |
| 63. | Seychelle-szigetek        | 2024. május 31.                           | Az Afrikai Unió tagja. A Nemzetközösség tagja.                                                                      |
| 64. | Lengyelország             | 2025. március 20.                         | A NATO tagja. Az Európai Unió tagja.                                                                                |
| 65. | Azerbajdzsán              | 2025. április 29.                         | Az OIC tagja. |
| 66. | Kambodzsa                 | 2025. május 14.                           | |

### Nem ENSZ tagállam országok (3)
|    | Állam        | Diplomáciai kapcsolat felvételének dátuma | Megjegyzések                                                                           |
| -- | ------------ | ----------------------------------------- | -------------------------------------------------------------------------------------- |
| 1. | Vatikán      | 1999.április 29.                          |                                                                                        |
| –  | Európai Unió | 2001.                                     |                                                                                        |
| 2. | Niue         | 2013.                                     | A Nemzetközösség tagja. A Csendes-óceáni Fórum tagja. A Csendes-óceáni Közösség tagja. |
| 3. | Koszovó      | 2015. május 28.                           |                                                                                        |

### A Cook-szigetekkel csak tiszteletbeli konzulátus által kapcsolatban álló államok (1)
- Monaco 2007 óta

## A Cook-szigetekkel diplomáciai kapcsolatban nem álló országok (135)

### ENSZ-tagállam országok (127)
A Cook-szigetek nem áll diplomáciai kapcsolatban a következő országokkal
- Luxemburg,  Dánia,  Svédország,  Finnország,  Lettország,  Litvánia,  Ausztria,  Szlovákia,  Szlovénia,  Horvátország,  Románia,  Bulgária,  Bosznia-Hercegovina,  Szerbia,  Montenegró,  Albánia,  San Marino,  Liechtenstein,  Andorra,  Ciprus,  Moldova,  Fehéroroszország,  Ukrajna,  Oroszország,  Grúzia,  Örményország
- Szíria,  Libanon,  Jordánia,  Jemen,  Omán,  Katar,  Bahrein,  Irak,  Kazahsztán,  Üzbegisztán,  Türkmenisztán,  Tádzsikisztán,  Kirgizisztán,  Afganisztán,  Pakisztán,  Nepál,  Bhután,  Srí Lanka,  Maldív-szigetek,  Mianmar,  Laosz,  Brunei,  Észak-Korea,  Mongólia
- Marokkó,  Algéria,  Tunézia,  Líbia,  Egyiptom,  Mauritánia,  Mali,  Niger,  Csád,  Szudán,  Zöld-foki Köztársaság,  Szenegál,  Gambia,  Guinea,  Bissau-Guinea,  Libéria,  Sierra Leone,  Burkina Faso,  Elefántcsontpart,  Togo,  Benin,  Nigéria,  Kamerun,  Gabon,  Egyenlítői-Guinea,  São Tomé és Príncipe,  Közép-afrikai Köztársaság,  Kongói Köztársaság,  Kongói Demokratikus Köztársaság,  Dél-Szudán,  Etiópia,  Eritrea,  Dzsibuti,  Szomália,  Kenya,  Tanzánia,  Uganda,  Ruanda,  Burundi,  Zambia,  Zimbabwe,  Malawi,  Mozambik,  Botswana,  Namíbia,  Angola,  Lesotho,  Szváziföld,  Madagaszkár,  Comore-szigetek,  Mauritius
- Guatemala,  Belize,  Honduras,  Salvador,  Nicaragua,  Costa Rica,  Haiti,  Dominikai Köztársaság,  Bahama-szigetek,  Saint Kitts és Nevis,  Dominikai Közösség,  Saint Lucia,  Saint Vincent és a Grenadine-szigetek,  Barbados,  Grenada,  Trinidad és Tobago
- Kolumbia,  Venezuela,  Guyana ,  Suriname,  Bolívia,  Paraguay,  Argentína,  Uruguay

### Nem ENSZ-tagállam országok (8)
- Abházia,  Észak-Ciprus,  Dél-Oszétia,  Nyugat-Szahara,  Palesztina,  Szomáliföld,  Dnyeszter Menti Köztársaság,  Tajvan

## Tagság nemzetközi szervezetekben
A Cook-szigetek a következő nemzetközi szervezetek tagja:
- FAO, ICAO, Nemzetközi Tengerészeti Szervezet, Nemzetközi Büntetőbíróság, , Nemzetközi Olimpiai Bizottság, Vegyifegyver-tilalmi Szervezet, Csendes-óceáni Fórum, Csendes-óceáni Közösség, UNESCO, Egészségügyi Világszervezet, Meteorológiai Világszervezet
- továbbá tagja illetve aláírója: ACP-országok (cotonoui megállapodás), riói egyezmény, genfi egyezmények, az ENSZ éghajlatváltozási keretegyezménye és a kiotói jegyzőkönyv

Ezek mellett a Cook-szigetek a 2011 novemberében megalapított Polinéz Államok Csoportja nevű szervezet nyolc alapító tagjának egyike. A szervezet célja a polinéz államok közti nyelvi, kulturális, tanulmányi és kereskedelmi kapcsolatok javítása és a klímaváltozásra való közös felkészülés.